# Sehet, wir gehn hinauf gen Jerusalem, BWV 159
Sehet, wir gehn hinauf gen Jerusalem, BWV 159 (Mireu, Vine, doncs, ànima meva, veus), és una cantata religiosa de Johann Sebastian Bach per al diumenge de Quinquagèsima o d’Estomihi, que és el diumenge anterior a la quaresma, estrenada a Leipzig el 27 de febrer de 1729.

## Origen i context
El llibret és de Picander i forma part del recull Picanders Ernst-Scherzhaffte und Satyrische Gedichte (Poemes seriosos, divertits i satírics) aparegut l’any 1729; el primer número conté un versicle de l'evangeli de Lluc (18, 31), en el segon la sisena estrofa de l'himne O Haupt voll Blut und Wunde de Paul Gerhardt (1656), i en el coral final la trenta-tresena estrofa de Jesu Leiden, Pein un Tod de Paul Stockmann (1633). El text està relacionat amb l'evangeli del dia Lluc (18, 31-43) on Jesús anuncia la seva mort i resurrecció seguit pel passatge de la guarició d'un cec prop de Jericó. En aquesta cantata s'observen alguns dels elements propis de les passions de Bach. El llibret és de Picander – l'autor de la Passió segons Sant Mateu (BWV 244) – i està basat en el passatge que l'evangeli dedica a l'arribada de Jesús a Jerusalem abans de Passió, a més hi destaca la participació del baix com a Vox Christi, acompanyat només pel continu, amb l'estil declamatori típic dels oratoris de Bach. De fet, aquesta cantata fou tocada tot just quaranta dies abans de l'estrena de la Passió segons Sant Mateu i fou, doncs, l'última obra vocal interpretada, ja que a Leipzig no era permesa cap forma de música figurada durant la quaresma. Per a aquest diumenge de quinquagèsima conegut també com a Diumenge Estomihi pel començament de la missa llatina Esto mihi in Deum protectorem, es conserven altres tres cantates, BWV 22, BWV 23 i BWV 127.

## Anàlisi
Obra escrita per a contralt, tenor, baix i cor; oboè, corda i baix continu. Consta de cinc números.
1. Arioso (baix) i recitatiu (contralt): Sehet, wir gehn hinauf gen Jerusalem  (Mireu, Vine, doncs, ànima meva, veus)
2. Ària (contralt) i coral (soprano): Ich folge dir nach (Jo seguiré el teu camí)
3. Recitatiu (tenor): Nun will ich mich (Ara, per tu)
4. Ària (baix): Es ist vollbracht (Tot s’ha acabat)
5. Coral: Jesu, deine Passion (Jesús, la teva passió)

En el primer número el baix, com a Vox Christi, acompanyat del continu canta, separades, les paraules de Jesús: Sehet; Wir geben hinauf; gen Jerusalem (Mireu; nosaltres pugem; a Jersulasem) i el contralt, en el paper de l'ànima, ho va comentant en la forma pròpia del cant madrigalesc. El segon número ofereix una ària de contralt combinada amb un coral cantat pel soprano amb l'acompanyament destacat de l'oboè; la melodia del coral, amb el text esmentat, apareix, també, en la Passió segon sant Mateu. El recitatiu secco de tenor del tercer número no té res a destacar i dona pas al quart número, una ària de baix amb una participació decisiva de l'oboè sobre el fons expressiu de la corda que és el punt culminat de l'obra. El baix comença cantant Es ist vollbracht (Tot s'ha acabat), que repeteix tres vegades, una de les de les últimes paraules de Crist a la creu, que Bach ja havia emprat en la Passió segons sant Joan (BWV 245). John Eliot Gardiner posa aquesta intervenció de l'oboè com un dels exemples destacats de l'ús extraordinari que Bach fa de determinats instruments, sols o acompanyats, per crear estats d'ànim especials que posen idees teològiques abstractes a l'abast de la consciència de l'oient. A assenyalar, també, el final del número, el delicat cant del solista i les veus dels instruments sobre Welt, gute nacht (Món, bona nit), emprada per acomiadar-se, ja que la mort es concep com un somni. El coral final amb el text indicat, és un dels més típics del temps litúrgic i apareix dues vegades en la Passió segons Sant Joan. La cantata té una durada aproximada d'un quart d'hora llarg.

## Discografia seleccionada
- J.S. Bach: Das Kantatenwerk. Sacred Cantatas Vol. 8. Gustav Leonhardt, Tölzer Knabenchor (Gerard Schmidt-Gaden, director), Collegium Vocale Gent (Philippe Herreweghe, director), Leonhardt-Consort, Tobias Eiwanger (solista del cor), Paul Esswood, Kurt Equiluz, Max van Egmond. (Teldec), 1994.
- J.S. Bach: The complete live recordings from the Bach Cantata Pilgrimage. CD 11: King’s College Chapel, Cambridge; 5 de març de 2000. John Eliot Gardiner, Monteverdi Choir, English Baroque Soloists, Claudia Schubert, James Oxley, Peter Harvey. (Soli Deo Gloria), 2013.
- J.S. Bach: Complete Cantatas Vol. 19. Ton Koopman, Amsterdam Baroque Orchestra & Choir, Bogna Bartosz, James Gilchrist, Klaus Mertens. (Challenge Classics), 2006.
- J.S. Bach: Cantatas Vol. 49. Masaaki Suzuki, Bach Collegium Japan, Robin Blaze, Gerd Türk, Peter Kooij. (BIS), 2011.
- J.S. Bach: Church Cantatas Vol. 48. Helmuth Rilling, Gächinger Kantorei Stuttgart, Bach-Collegium Stuttgart, Julia Hamari, Aldo Baldin, Philippe Huttenlocher. (Hänssler), 1999.
- J.S. Bach: Cantata BWV 170, 82 & 159. Neville Marriner, Academy of St. Martin in the Fields, Janet Baker, John Shirley-Quirk, Robert Tear. (Decca), 2006.
- J.S. Bach: Jesu, deine Passion. Cantatas BWV 22, 23, 127 & 159. Philippe Herreweghe, Collegium Vocale Gent, Matthew White, Jan Kobow, Peter Kooij. (Harmonia Mundi), 2009.